# UFC on FX 4
UFC on FX 4: Maynard vs. Guida（ユーエフシー・オン・エフエックス・フォー：メイナード・バーサス・グイダ）は、アメリカ合衆国の総合格闘技団体「UFC」の大会の一つ。2012年6月22日、ニュージャージー州アトランティックシティのレベル・カジノで開催された。

## 大会概要
本大会ではグレイ・メイナードとクレイ・グイダによるライト級ワンマッチが組まれた。
キャリア9戦全勝のCFFCフェザー級王者ジョーイ・ガンビーノ、8戦全勝のCJ・キースがUFCデビュー。

### カード変更
負傷などによるカードの変更は以下の通り。
- フランシスコ・リベラ → ダスティン・ペイグ（第1試合）

- マット・リドル → マット・ブラウン（第3試合）

- ジミー・ヘッテス → ジョーイ・ガンビーノ（第5試合）

- パピー・アビディ → ブロック・ジャーディン（第6試合）

- リック・ストーリー vs. リッチ・アトニート → アトニートの負傷により中止

- エドウィン・フィゲロア vs. ケン・ストーン → フィゲロアの負傷により中止

## 試合結果

### アーリープレリム
第1試合 バンタム級ワンマッチ 5分3R
○  ケン・ストーン vs.  ダスティン・ペイグ ×
3R終了 判定2-1（28-29、29-28、29-28）
第2試合 ウェルター級ワンマッチ 5分3R
○  ダン・ミラー vs.  ヒカルド・ファンチ ×
3R 3:12 ギロチンチョーク

### プレリミナリーカード
第3試合 ウェルター級ワンマッチ 5分3R
○  マット・ブラウン vs.  ルイス・ラモス ×
2R 4:20 TKO（スタンドパンチ連打）
第4試合 ミドル級ワンマッチ 5分3R
○  クリス・カモージー vs.  ニック・カトーネ ×
3R 1:51 TKO（ドクターストップ）
第5試合 フェザー級ワンマッチ 5分3R
○  スティーブン・サイラー vs.  ジョーイ・ガンビーノ ×
1R 2:47 ギロチンチョーク
第6試合 ウェルター級ワンマッチ 5分3R
○  リック・ストーリー vs.  ブロック・ジャーディン ×
3R終了 判定3-0（30-27、30-27、30-27）
第7試合 71.2kg契約ワンマッチ 5分3R
○  ラムジー・ニジェム vs.  CJ・キース ×
1R 2:22 TKO（マウントパンチ）
※キースの体重超過によりライト級から変更。
第8試合 フェザー級ワンマッチ 5分3R
○  リカルド・ラマス vs.  日沖発 ×
3R終了 判定3-0（29-28、29-28、29-28）

### メインカード
第9試合 フェザー級ワンマッチ 5分3R
○  カブ・スワンソン vs.  ロス・ピアソン ×
2R 4:14 TKO（左フック→パウンド）
第10試合 ウェルター級ワンマッチ 5分3R
○  ブライアン・エバーソール vs.  TJ・ウォルドバーガー ×
3R終了 判定3-0（29-28、29-28、29-28）
第11試合 ライト級ワンマッチ 5分3R
○  サム・スタウト vs.  スペンサー・フィッシャー ×
3R終了 判定3-0（30-27、30-27、30-27）
第12試合 ライト級ワンマッチ 5分5R
○  グレイ・メイナード vs.  クレイ・グイダ ×
5R終了 判定2-1（48-47、48-47、48-47）

### 各賞
ファイト・オブ・ザ・ナイト： サム・スタウト vs. スペンサー・フィッシャー
ノックアウト・オブ・ザ・ナイト： カブ・スワンソン
サブミッション・オブ・ザ・ナイト： ダン・ミラー
各選手にはボーナスとして50,000ドルが支給された。